# クレイグ・ヴェンター
ジョン・クレイグ・ヴェンター（John Craig Venter、1946年10月14日 - ）はアメリカ合衆国の分子生物学者、実業家。ゲノム研究とその産業利用において精力的に活動している。 セレラグループ創業者。

## 来歴
ソルトレイクシティ生まれ。ベトナム戦争に衛生兵として従軍し重傷を負って復員後、1969年にコミュニティ・カレッジのサン・マテオカレッジ（College of San Mateo）に入学、カリフォルニア大学サンディエゴ校に移籍し生化学を学び1972年に卒業、1975年に生理学・薬学で同大学院からPhD取得。ニューヨーク州立大学バッファロー校の教授となり、1984年には国立衛生研究所（NIH）に移った。
NIHでは、Expressed Sequence Tag（EST：mRNAの目印となる一部の配列だけを調べてカタログを作成する方法）を用いてヒトの脳に含まれるmRNAの同定を始めた。こうして得た多数の遺伝子断片配列を研究資源として囲い込むため、1991年に特許出願した。これは当時上司のジェームズ・ワトソンら多くの研究者から非難を受けたが、結局は有用性の記載がないとされ、特許は拒絶された。
翌年NIHを辞め、各種生物のゲノム研究とその利用を目的に、非営利財団であるゲノム科学研究所（The Institute for Genome Research：略称TIGR）を自ら設立した。TIGRは1995年、生物種としては初めて、インフルエンザ菌の全ゲノム配列を決定した。
1998年にはパーキン・エルマーの出資によりセレラ（Celera Genomics）が創立され、ヴェンターが初代会長となった。1999年には、6か国の研究者が協力する国際的な公共プロジェクトであるヒトゲノム計画（HGP）が進む中で、セレラではショットガンシークエンシング法を用いた自前のHGPを開始した。これはゲノム情報の有料データベースを目的としていたため多くの研究者の反発を招き、またショットガン法も初めは非現実的だといわれた。しかしこのことが結果的には公共HGPを加速することになり、セレラもこれに協力せざるを得なくなった。この後2002年にヴェンターは経営陣と対立しセレラを解任された。
2006年、ヴェンターが設立したTIGRその他の財団は統合されてJ・クレイグ・ヴェンター研究所（J. Craig Venter Institute）となり、彼が現会長である。現在は特に、エネルギー生産などに役立つ微生物の創出を目的としたゲノム工学に力を入れている。
2007年に同研究所のグループは、ヴェンター自身の完全ゲノム配列を公開した。これはほぼ同時期に公表されたジェームズ・ワトソンのゲノムとともに、初めてのヒト個体完全ゲノム情報で、二倍体ゲノムのすべての相同遺伝子を含んでいる。さらに2008年には、細菌（マイコプラズマの一種 Mycoplasma genitalium）の全ゲノムの合成に初めて成功したと発表した。
2010年5月、ヴェンターが率いる科学者グループはいわゆる合成生命 (en:synthetic life) の作成に成功した初の例となった
。これはバクテリアの全ゲノムを含んだ非常に長いDNA分子を合成し、別の細胞へ移植することによって為されたものであり、「systhia（シンシア）」と命名された。これはEckard WimmerらのグループがRNAウイルスのゲノムを合成・結紮し細胞可溶化物の中で「起動」させた研究と同様である。この単細胞生物には、それが合成物である証として、また子孫の追跡を可能にするため、DNAに書き込まれた4つの「透かし」が入っている。透かしには以下が含まれている。(a) 全アルファベットおよび句読点のコード表。(b) 研究に寄与した46人の科学者の名前。(c) 3 つの引用文。(d) その細胞用の URL。

## 主な受賞歴
- 2000年 キング・ファイサル国際賞科学部門
- 2000年 ガベイ賞
- 2000年 ニューカム・クリーブランド賞
- 2001年 アストゥリアス皇太子賞学術・技術研究部門
- 2001年 武田賞生命系応用分野
- 2001年 ウォーレン賞
- 2002年 パウル・エールリヒ&ルートヴィヒ・ダルムシュテッター賞
- 2002年 米国科学アカデミー賞産業応用部門
- 2003年〜2005年 トムソン・ロイター引用栄誉賞
- 2008年 アメリカ国家科学賞生物学賞
- 2011年 ディクソン賞医学部門
- 2012年 ダン・デイヴィッド賞
- 2015年 レーウェンフック・メダル

## 文献
- ケヴィン・デイヴィーズ（中村友子訳）『ゲノムを支配するものは誰か クレイグ・ベンターとヒトゲノム解読競争』(日本経済新聞社, 2001年) ISBN 9784532163938